# Partido Comunista de Venezuela
Die Partido Comunista de Venezuela (Kürzel: PCV; deutsch Kommunistische Partei Venezuelas) ist die Partei mit der längsten linken politischen Tradition in Venezuela. 

## Geschichte
Sie wurde am 5. März 1931 von Juan Bautista Fuenmayor, Pío Tamayo, Rodolfo Quintero und anderen Revolutionären als Untergrundbewegung gegründet.
Die Partei wahrte eine marxistisch-leninistische Linie und folgte den Richtlinien der KPdSU aus Moskau bis zum Ende der Sowjetunion im Jahr 1990. 1936 vereinigte sie sich mit anderen linksgerichteten Parteien zur Partido Democrático Nacional (PDN, dt. Demokratisch-Nationale Partei), um ein Jahr darauf daraus wieder auszutreten.
Die PCV konnte sich erst 1945 als offizielle Partei etablieren (noch immer unter dem Vorsitz von Juan Bautista Fuenmayor), wurde allerdings 1950 während der Diktatur von Marcos Pérez Jiménez wieder verboten. Am Sturz von Marcos Pérez Jiménez 1958 war die PCV gemeinsam mit der AD zu einem hohen Ausmaß beteiligt. Auch nach dem Sturz blieb die PCV im Untergrund, da sich die AD gemeinsam mit der COPEI im Punto-Fijo-Abkommen die Herrschaft aufteilten (und die PCV und andere Parteien davon ausschlossen).
Sie startete darauf einen Guerillakrieg, in dem jedoch viele ihrer Mitglieder entweder getötet wurden oder desillusioniert vom Guerillakrieg anderen Parteien beitraten.
Während der ersten Regierung von Rafael Caldera konnte sich die PCV 1970 durch eine Generalamnestie wieder legalisieren, erhielt aber bei folgenden Präsidentschaftswahlen mit unter einem Prozent nur eine niedrige Anzahl von Stimmen (die Wahlen wurden immer von der AD oder der COPEI gewonnen). Aus dieser Zeit kommt auch die Verwendung eines roten Hahns als Maskottchen. Dieser repräsentiert ihren Präsidentschaftskandidaten Gustavo Machado. Die PCV gilt als „Pate“ anderer linker Gruppierungen des 20. Jahrhunderts Venezuelas. So spalteten sich beispielsweise das Movimiento al Socialismo (MAS) und die La Causa Radical (LCR) ab (beide 1971).
Vor den Wahlen 1993 änderte sich die politische Situation Venezuelas radikal, die herkömmlichen Parteien verloren in Meinungsumfragen deutlich an Stimmen. Die vormals der Sowjetunion nahestehende PCV entschied sich, den Christdemokraten – und somit eigentlich traditionell eher rechts stehenden – Rafael Caldera (der aber für diese Wahlen das Mitte-links-Bündnis Convergencia Democrática (CD, dt. Demokratische Konvergenz) gegründet hatte) zu unterstützen; Caldera gewann diese Wahlen und wurde zum zweiten Mal Präsident von Venezuela.
1998 unterstützte sie den Präsidentschaftskandidaten Hugo Chávez in der Wahlplattform Polo Patriótico (dt. Patriotischer Pol), der auch die Wahlen klar gewann. Diese Unterstützung dauert bis zum heutigen Tag und gilt auch für sein Reformprogramm zum „Aufbau eines Sozialismus des 21. Jahrhunderts“. Bei den Präsidentschaftswahlen 2006 erhielt die PCV 2,9 Prozent der Stimmen. Bei den Parlamentswahlen 2005 errang die PCV 8 der 167 Sitze im Parlament. Am 10. März 2013 unterstützte die PCV auf ihrer XII. Nationalkonferenz die Nominierung von Nicolás Maduro als Präsidentschaftskandidat.
Am 12. August 2023 erklärte der Oberste Gerichtshof Venezuelas das Zentralkomitee der Partei für unrechtmäßig und setzte ein neues aus ehemaligen Mitgliedern der PCV ein. Neuer Vorsitzender ist der 2021 aus der Partei ausgeschlossene Henry Parra. Das für unrechtmäßig erklärte Zentralkomitee um den Generalsekretär Oscar Figuera kündigte an Widerstand gegen den Beschluss zu leisten. Sie vertreten die Ansicht bei der Entscheidung handle es sich um die Ausschaltung der Opposition vor den Wahlen 2024, bei denen die PCV angekündigt hatte, nicht mehr gemeinsam mit der Regierungspartei PSUV anzutreten.